# Beit Jala
Beit Jala (àrab: بيت جالا, Bayt Jālā) és una ciutat palestina de la governació de Betlem, a Cisjordània, situada 10 kilòmetres al sud de Jerusalem, al costat occidental de la carretera cap a Hebron, uns 825 metres per sobre el nivell del mar. Segons l'Oficina Central Palestina d'Estadístiques tenia 14.798 habitants el 2016, la tercer ciutat més gran de la demarcació després de Betlem. Aproximadament el 75 % dels habitants són cristians (la majoria ortodoxos) i el 25 % musulmans.

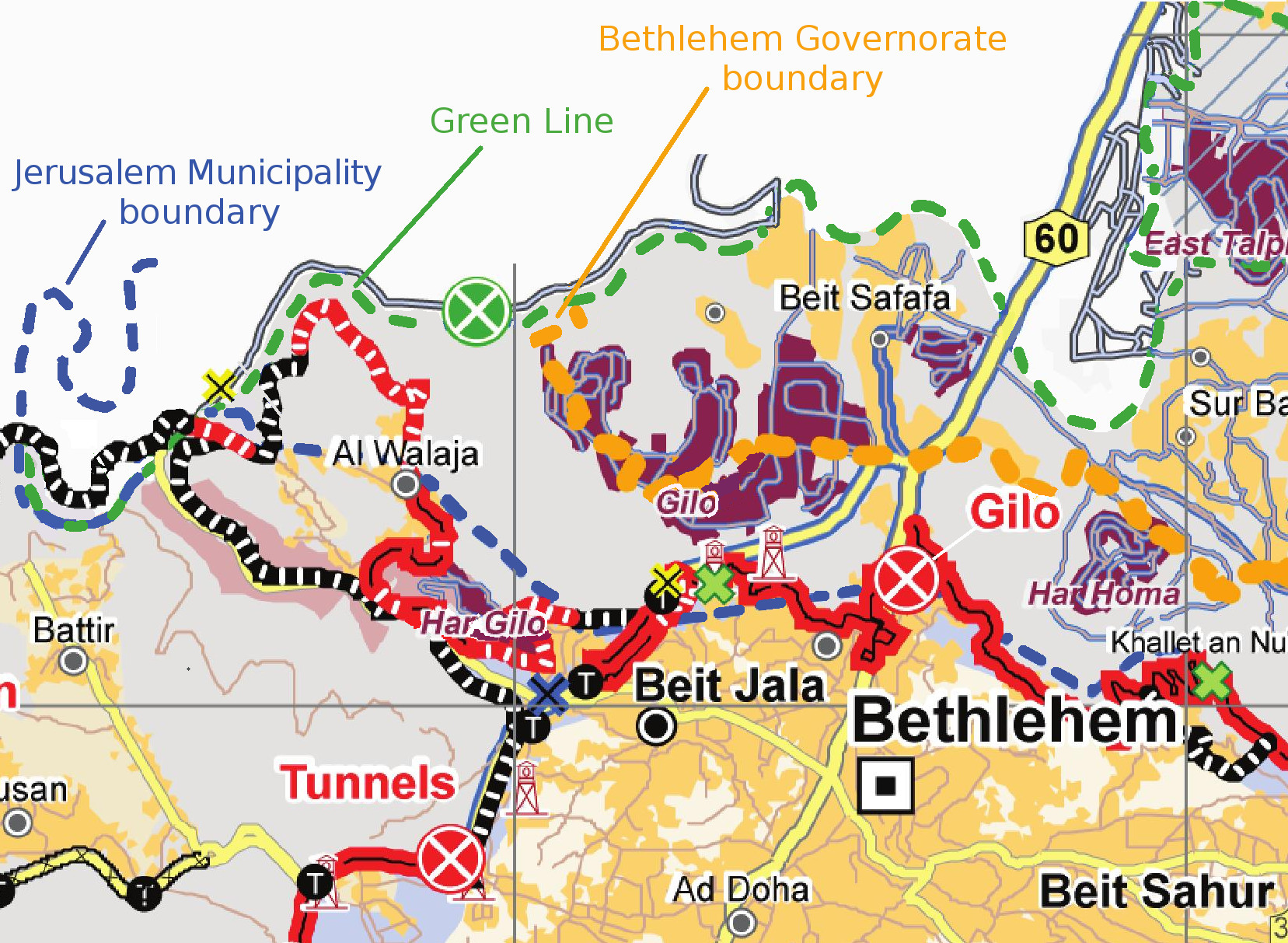
Mapa de la regió de Beit Jala

## Història
Encara que és discutit, alguns geògrafs històrics han identificat Beit Jalla amb la bíblica Giloh, esmentat al Llibre de Josuè (Josué 15:51) i el Llibres de Samuel (II Sam 15:12).
Una cripta, datada del segle V o VI, es trobava sota l'església de Sant Nicolau de Beit Jala. A l'època croada el poble va ser anomenat Apezala, i possiblement llavors es va reconstruir l'Església.

### Època otomana
En 1517 el poble va ser incorporat a l'Imperi Otomà amb la resta de Palestina. En aquest segle, Beit Jala era una gran vila de cristians i musulmans i tenia més de deu ancians (akabir) que funcionaven com a líders, amb cada grup religiós que tenia grups separats de líders. Cosa estranya en una sola vila, ja a prop de Betlem, va servir com a jurisdicció separada pròpia en comptes d'agrupar-se amb altres pobles en una nàhiya. L'abril del 1531, quan un funcionari otomà va anar a Beit Jala per registrar les vinyes del poble amb finalitats fiscals, els residents es van negar a respondre seriosament les seves preguntes i van burlar l'autoritat del sultà otomà, marcant un notable episodi de resistència local inicial als mètodes i procediments tributaris otomans. A finals del segle xvi, Beit Jala estava gairebé completament habitat pels cristians. La grandària de Beit Jala la feia semblant a la d'un poble, amb el poble subdividit en quatre barris. El poble produïa més blat i ordi que les localitats circumdants i, igual que altres pobles al sud de Jerusalem, el cultiu de raïm era superior al de l'olivera. Beit Jala era gravada sobre aquests productes agrícoles, així com els figues, les abelles i les cabres. Contenia una de les sis premses d'oliva del subdistricte de Jerusalem al segle xvi. Malgrat la seva gran grandària, Beit Jala era relativament més pobre que altres pobles del subdistricte.
Als registres fiscals de 1596 apareix com a Bayt Jala situada a la nàhiya de Jabal Quds al liwà d'al-Quds. La població era de 245 llars; 6 musulmanes i 239 cristianes. Pagaven una taxa impositiva fixa del 33,3% en productes agrícoles, com blat, ordi, oliveres, vinyes, fruiters, ingressos ocasionals, cabres i ruscs; un total de 30.000 akçe.
En 1697 Maundrell va passar per Beit Jala, i va assenyalar que «cap turc pot viure-hi més de dos anys. En virtut d'aquest informe, ja siguin vertader o fals, els cristians mantenien el poble per si mateixos sense molèsties; cap turc estant disposat a apostar la seva vida experimentant si és veritat això.»
Els habitants de Beit Jala van participar en la revolta camperola de Palestina de 1834 contra Ibrahim Paixà, el governador egipci de Síria. Es creu que els residents de Beit Jala havien participat en el saqueig de la propietat egípcia i, el 31 de maig, les tropes egípcies van assaltar el poble. Ibrahim Pixà va aturar l'atac, però almenys 33 homes i dones van morir en l'atac. A més, es va confiscar el bestiar del poble. L'atac a Beit Jala va incitar als rebels de la tribu Ta'amira, una tribu beduïna local a entrar a Betlem per ajudar a reforçar la seva defensa.
En 1838 destacava com un poble cristià ortodox, ubicat a la zona de Beni Hasan, a l'oest de Jerusalem. La població era estimada en unes 2.000 persones.
A mitjans del segle xix, hi havia 10 catòlics que vivien a Beit Jala. El patriarcat llatí va fundar la seva primera parròquia a Palestina a Beit Jala el 1853. L'establiment de la parròquia es va enfrontar a una feroç resistència del Patriarcat ortodox grec i els habitants de Beit Jala, que va provocar diverses escaramusses i queixes oficials a les autoritats otomanes per ambdós costats. El 18 d'abril de 1858 s'hi va inaugurar una església llatina. El moviment protestant Jerusalem Society també lluitava per mantenir una presència a Beit Jala a finals del segle xix. Quan un xoc entre els vells ortodoxos i protestants va acabar amb la mort d'una noia ortodoxa, la comunitat protestant del poble va ser evacuada a al-Karak a Transjordània durant sis mesos fins que es va pagar una compensació a la família de la noia assassinada. En 1866 l'ambaixador rus a l'Imperi Otomà va comprar terres a Beit Jala i va construir una escola de noies, la primera escola russa construïda a Palestina. Va tenir 60 alumnes abans de 1880 i va ser assignada a un director rus. El 1886 es va convertir en una escola de formació de professors i va estar sota l'administració de la Societat Imperial Palestina Ortodoxa.
Socin va trobar una llista oficial de pobles otomans de l'any 1870 on Beit Jala tenia 234 cases i una població de 874 «llatins», encara que el recompte de població només incloïa homes. Hartmann va considerar que Beit Jala tenia 232 cases.
En 1883 el Survey of Western Palestine (SWP) del Fons per a l'Exploració de Palestina va descriure Beit Jala com: «Un poble gran i pròsper poble de cases blanques de pedra ben construïdes, al vessant d'un turó escarpat, el subministrament d'aigua és artificial, amb un pou a la vall de sota. La població segons el p. Lievin suma 3.000, dels quals 420 són catòlics, i la resta són grecs ortodoxos. Hi ha una església grega i una llatina. Hi ha boscos molt notables d'oliveres al voltant del poble, i el turó està cobert de vinyes que pertanyen al lloc.»
En 1896 s'estimava que la població de Beit Jala era d'unes 2.880 persones.

### Època del Mandat Britànic
En el cens de Palestina de 1922, organitzat per les autoritats del Mandat Britànic, la població de Beit Jala era de 3.101 habitants; 3.060 cristians i 41 musulmans. En el cens de 1931 la població havia baixat a 2.731; 2.529 cristians, 198 musulmans, 3 sense religió i 1 jueu; en un total de 631 cases habitades.
En 1945 la població de Beit Jala era de 3.710; 200 musulmans i 3.510 cristians, amb 13,307 (rural) i 737 (urbans) dúnams de terra segons una enquesta oficial de terra i població. 9,860 dúnams eren plantacions i regadiu, 1,064 per cereals, mentre 737 dúnams eren sòl edificat.

### Època jordana
El Comitè Central Mennonita (MCC) va començar les operacions d'ajuda als refugiats a Cisjordània l'any 1950. També van treballar amb palestins que havien retingut les seves cases i no eren tècnicament refugiats, però que havien perdut la seva terra o mitjans de subsistència a causa de la guerra. Com a part d'aquest alleugeriment, el MCC va fundar una escola a Beit Jala que encara estava en funcionament en 1979.
El 1952, després d'un atac de represàlia de les Forces de Defensa d'Israel a Beit Jala, van morir set civils; un home, dues dones i tres nens. Es va presentar una queixa que Israel havia violat els acords generals d'armistici de 1949. L'Organisme de les Nacions Unides per la Vigilància de la Treva va emetre una condemna d'Israel per incompliment de l'acord.

### Després de 1967
Des de la Guerra dels Sis Dies en 1967, Beit Jala ha estat sota l'ocupació d'Israel. No obstant això, l'Autoritat Palestina va assumir el control de la ciutat després dels Acords d'Oslo de 1993. Segons el municipi de Beit Jala, la propietat de la ciutat ha estat relegada a diferents àrees d'administració. L'Acord d'Oslo II comprèn aproximadament 3.500 dúnams, aproximadament el 25% de la terra de la ciutat, que està sota control palestí. D'altra banda, el 75% restant (Àrea C està sota la jurisdicció israeliana i el 7% del total de la zona C es troba dins de la frontera del municipi).
Durant la Segona Intifada, militants del grup Tanzim, filial de Fatah utilitzaren Beit Jala com a base per llançar atacs de franctiradors i morters a l'assentament israelià de Gilo. Gilo està situat en una cimera al costat de Beit Jala, parcialment construït a les terres de Beit Jala, Beit Safafa i Sharafat. El govern israelià va construir una barrera concreta i va instal·lar finestres a prova de bales a les llars i escoles davant Beit Jala.
En diversos casos, es va informar que militants havien utilitzat les cases d'alguns residents cristians palestins per disparar objectius israelians a Gilo. Segons un combatent de Fatah anomenat Abu Atef, els lluitadors van ser acollits inicialment pels residents, però després que les seves cases van ser atacades per un foc de represàlia israeliana i van morir alguns combatents i residents, ja no toleraven la presència dels militants. Segons John Bunzl la premsa israeliana va utilitzar l'incident per suggerir que hi havia un conflicte entre cristians i musulmans en els incidents, mentre que els primers intentaven evitar un atac fins que els musulmans els obligaren a rendir-se. Nombroses declaracions preses als residents cristians semblen refutar-ho. L'agost de 2001 l'exèrcit israelià va ocupar el cantó nord-est de Beit Jala, declarant que només sortia quan el trets de Gilo s'aturaven. Dos dies més tard, les tropes marxaren. Els militants palestins van augmentar posteriorment els seus atacs, afegint morters i metralladores pesades. Segons Time Magazine els militants palestins no eren locals, però van ocupar càrrecs a Beit Jala per la seva proximitat amb Gilo. L'agost de 2010, després d'un llarg període de calma, la barrera de formigó construïda per protegir a Gilo fou eliminada.

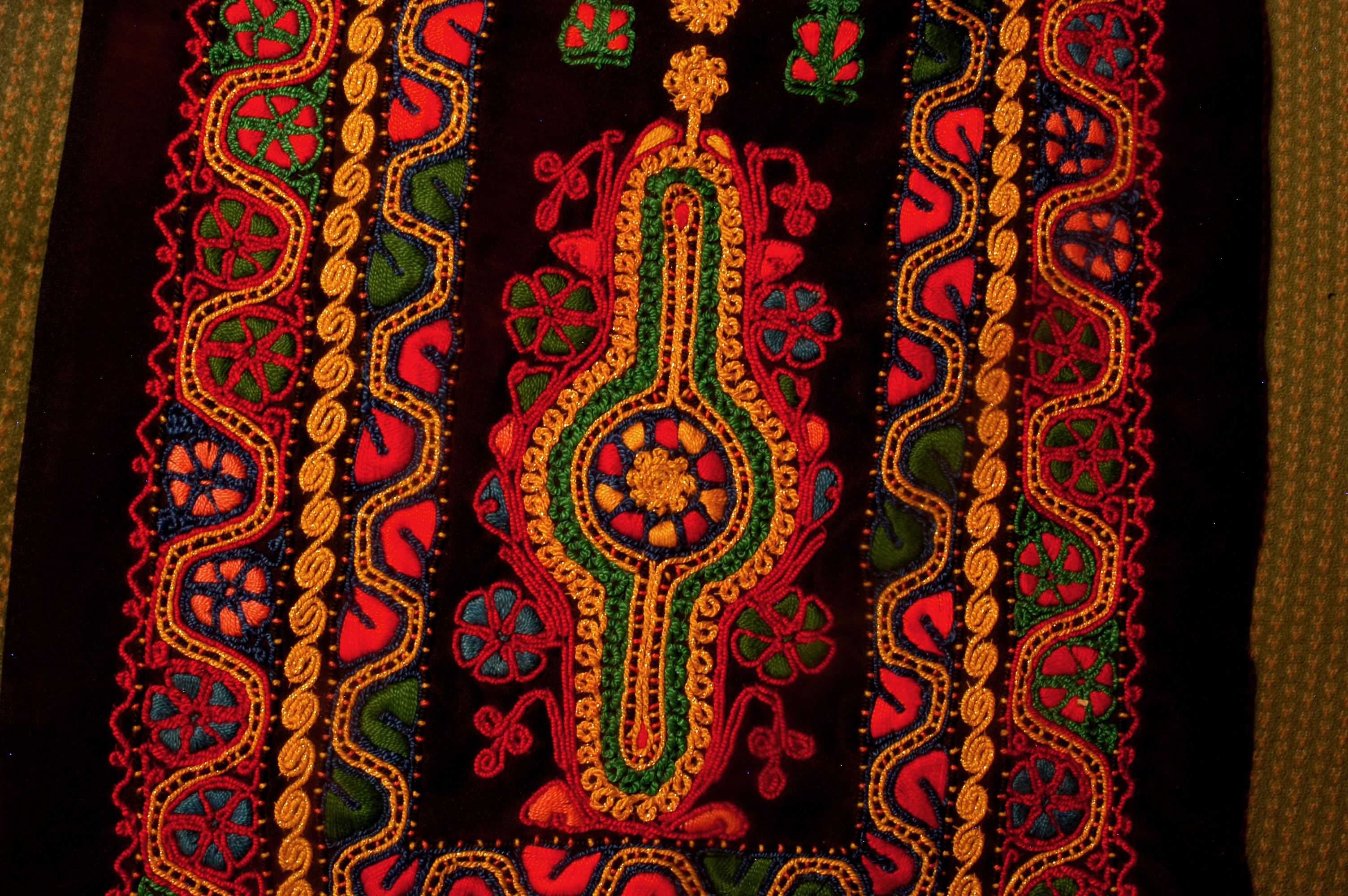
Teixit de Beit Jalla. 2006.

El Mur de Cisjordània separarà unes 50 famílies de Beit Jalla de la seva terra; encara que Israel afirma que és una vital mesura de seguretat. els palestins creuen que l'objectiu final del Mur és un arrabassament de la terra que es construeix a l'interior de la Cisjordània ocupada sobre la terra que els palestins desitgen per a un futur estat independent. Els líders de l'església local, catòlic llatí i grec ortodox, han participat en la campanya per evitar la construcció del Mur.

## Govern local
A les eleccions municipals de Palestina de 2005 sis escons foren a parar a la llista Beit Jala Unida (Fatah i Partit del Poble Palestí), cinc escons van ser a Fills de la Terra (Front Popular per a l'Alliberament de Palestina i independents), un pel grup Independents de Beit Jala i un candidat independent. El candidat més popular va ser Raji George Jadallah Zeidan de Beit Jala Unida amb 2.892 vots, seguit de Nadir Antoun Issa Abu Amsha de Fills de la Terra amb 1764 vots.